# 小行星11756
小行星11756（11756 Geneparker），天文學臨時編號2779 P-L，是一個位在小行星帶的小行星。於1960年9月24日被科内利斯·約翰內斯·萬·豪敦（Cornelis Johannes van Houten）、湯姆·赫雷爾斯（Tom Gehrels）和英格麗·萬·豪敦-格勒內費爾德（Ingrid van Houten-Groeneveld）發現於帕洛马山天文台。
該小行星以美國天文學家尤金·派克命名。

## 外部連結
- JPL Small-Body Database Browser on 11756 Geneparker

| 前一小行星： 11755 Paczynski | 小行星列表 | 後一小行星： 11757 Salpeter |